# ماریو چالدو
ماریو چالدو (اسپانیایی: Mario Chaldú‎؛ ۶ ژوئن ۱۹۴۲ – ۱ آوریل ۲۰۲۰) بازیکن فوتبال اهل آرژانتین بود.
از باشگاه‌هایی که در آن بازی کرده‌است می‌توان به باشگاه فوتبال راسینگ، باشگاه ورزشی سن لورنسو آلماگرو، و باشگاه فوتبال بانفیلد اشاره کرد.
وی همچنین در تیم ملی فوتبال آرژانتین بازی کرده‌است.